# Giovanni Maria Falconetto
Giovanni Maria Falconetto (Verona, 1468 circa – Padova, tra la fine del 1534 e l'inizio del 1535) è stato un architetto, pittore e scenografo italiano.

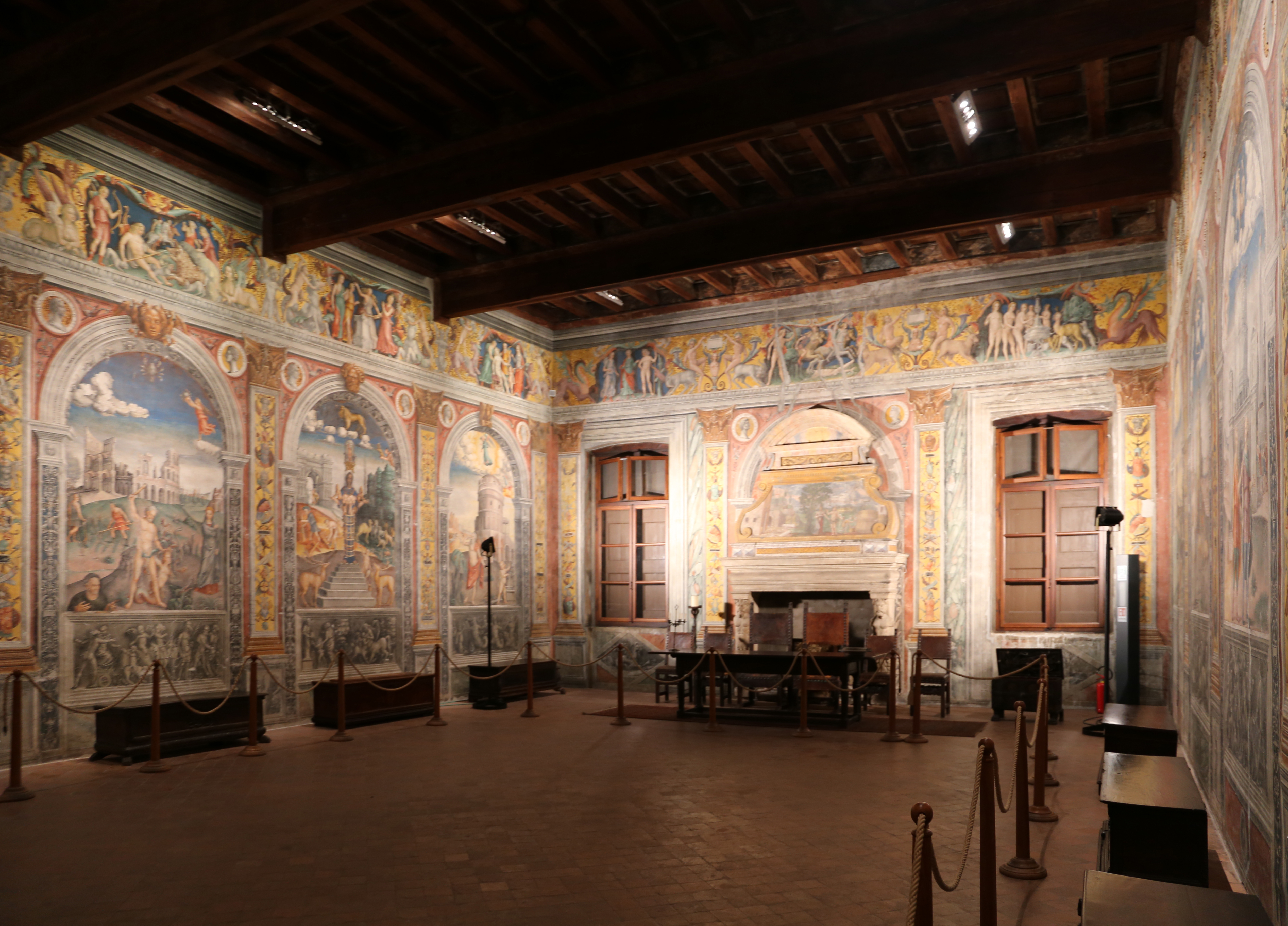
Palazzo d'Arco, Sala dello Zodiaco, Mantova

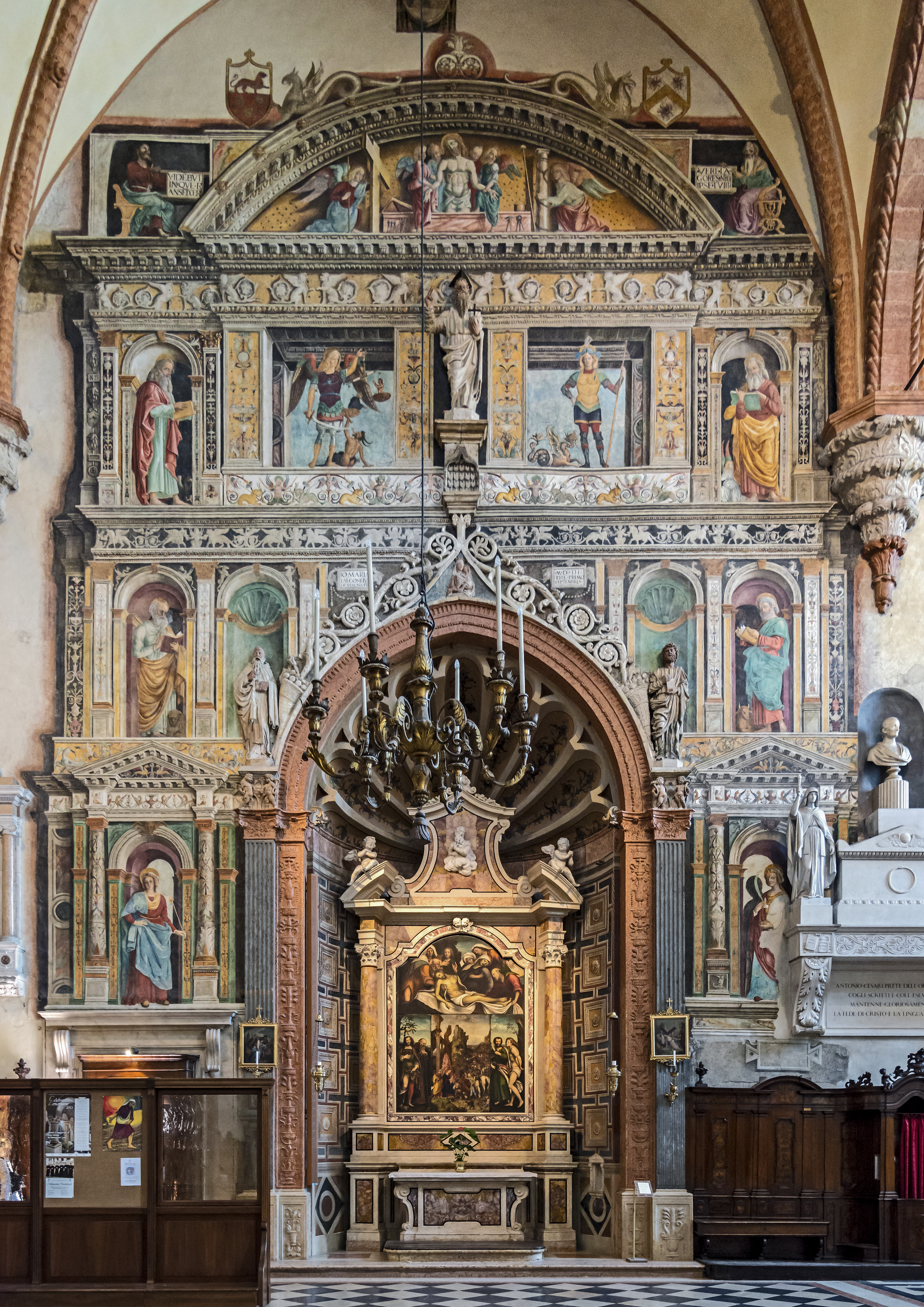
Affreschi della cattedrale di Verona 1503

Un lungo soggiorno giovanile a Roma gli consentì di studiare l'arte classica e di entrare in contatto con il grande pittore Melozzo da Forlì. È il progettista della Loggia Cornaro, primo edificio compiutamente rinascimentale della città di Padova e precursore del teatro moderno, commissionatogli da Alvise Corner.
Realizza nel 1524 a Padova i suoi capolavori, la loggia e l'Odeon per Alvise Corner, dipingendo un raffinato repertorio formale classicheggiante, memore degli insegnamenti romani di Raffaello e Peruzzi.

## Biografia
Giovanni Maria Falconetto nacque a Verona il 1468. Il padre Jacopo lo introdusse nell'arte della pittura. Conosciuto come il rosso di San Zeno, si formò culturalmente a Roma e si confermò artisticamente prima a Verona e poi a Padova al fianco di Alvise Corner. Tornò a Verona agli inizi del Cinquecento, per lavorare come affrescante prediletto nella cerchia politica di Massimiliano d'Austria.
L'attività veronese si può ammirare a San Giorgetto: la lunetta raffigurante il culto della Vergine; nella Cappella di San Biagio nella chiesa di San Nazaro e Celso; al Museo di Castelvecchio: S. Zeno e S. Benedetto con l'Annunciazione (ante d'organo); Augusto e la Sibilla; S. Giacomo Apostolo tra S. Gerolamo e altro santo (affresco). Due cassettoni del soffitto. Inoltre un importante contributo artistico è menzionato nella Villa Querini Stampalia, Montanari, Taccoli, nominata "la Persa" a Pressana, Verona.
Si trasferì a Padova quando a Verona ritornò la Serenissima Repubblica di Venezia.

## Opere

### Loggia Cornaro

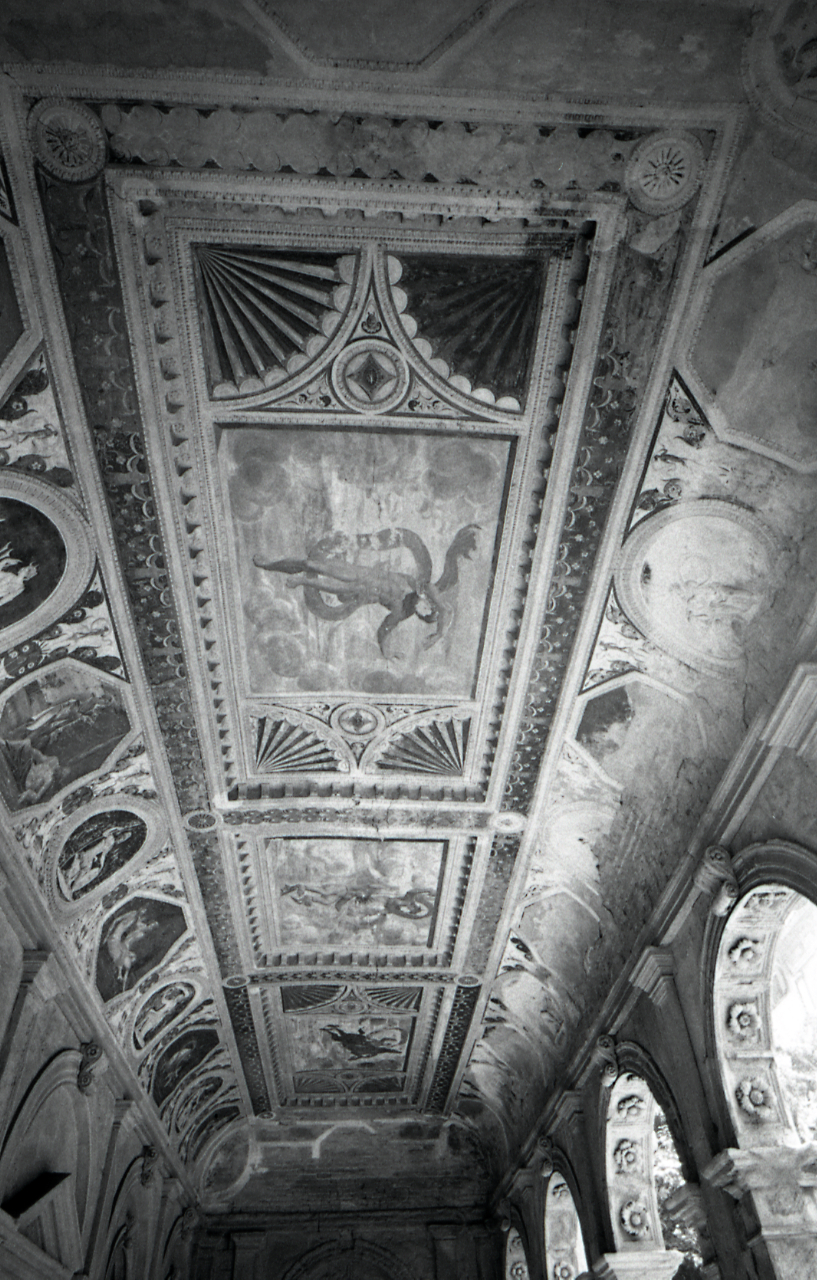
Il soffitto affrescato della Loggia, foto di Paolo Monti, 1967. Fondo Paolo Monti, BEIC

Uno dei più interessanti spazi scenici rimasto intatto, o quasi, dal Cinquecento a oggi, la Loggia della villa padovana di Alvise Corner, rappresentò un punto di svolta della scenografia teatrale moderna. È formato da un loggiato con cinque archi che guardavano verso il giardino, dove veniva montato un palco a gradoni per il pubblico; la struttura della loggia inglobava uno spazio determinato da un arco centrale (la ianua magna del teatro latino) e due archi ai lati che davano la possibilità di creare altri spazi interni; il tutto aveva anche un Odeo laterale alle gradinate, appositamente costruito per la musica d'accompagnamento di balli e spettacoli vari.
Alvise Corner era un nobile veneziano vicino al gruppo degli Umanisti del circolo veneziano, tra i quali i più celebri erano Pietro Bembo e Daniele Barbaro, e si riunivano a Palazzo Cornaro, nei pressi della basilica del Santo e vicino alla zona ospitaliera e di 'misericordia' del vicino convento di San Francesco. Presso la piccola corte padovana di Alvise viveva e lavorava Angelo Beolco il Ruzante: le sue commedie furono rappresentate (spesso per la prima volta) in questo spazio spettacolare all'aperto usando gli archi come spazi praticabili per abitazioni e osterie.

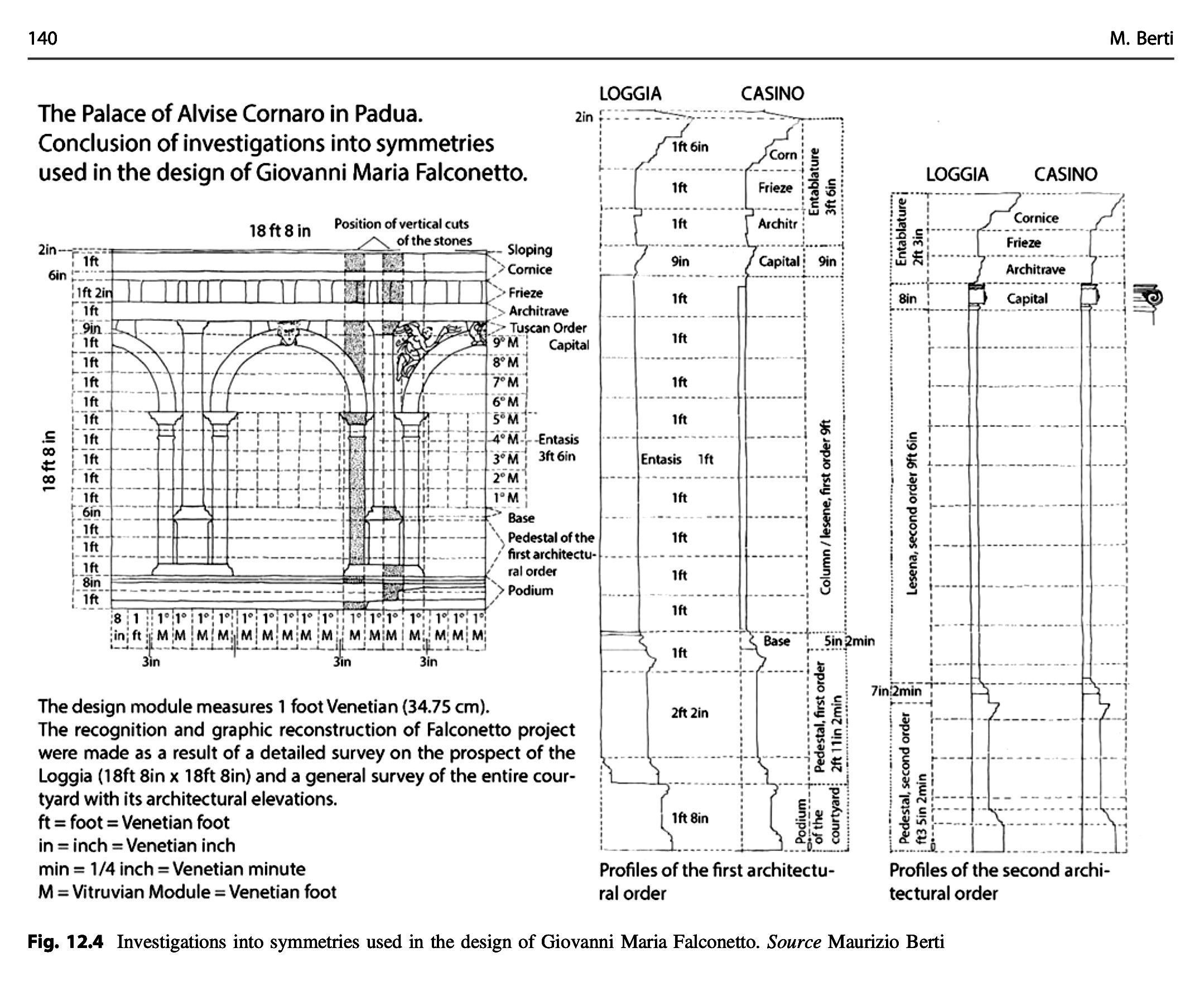
Simmetrie di Falconetto per la casa di Alvise Cornaro

Falconetto si rifaceva al De architectura di Vitruvio, come del resto gli architetti rinascimentali da Andrea Palladio a Vincenzo Scamozzi soltanto per rimanere in area veneta e fra coloro che hanno lavorato nella scenografia teatrale. Il progetto del Teatro Olimpico di Vicenza di Palladio e l'Olimpico di Sabbioneta di Scamozzi (che completò anche il teatro palladiano con la scenografia lignea dell'Edipo re di Sofocle che inaugurò il teatro, e ancora oggi è parte integrante del teatro vicentino), sono i due esempi più celebri di adattamento rinascimentale alle forme del teatro greco-latino come, nel suo piccolo, è anche la loggia del Falconetto.

### Sala dello Zodiaco (Mantova)

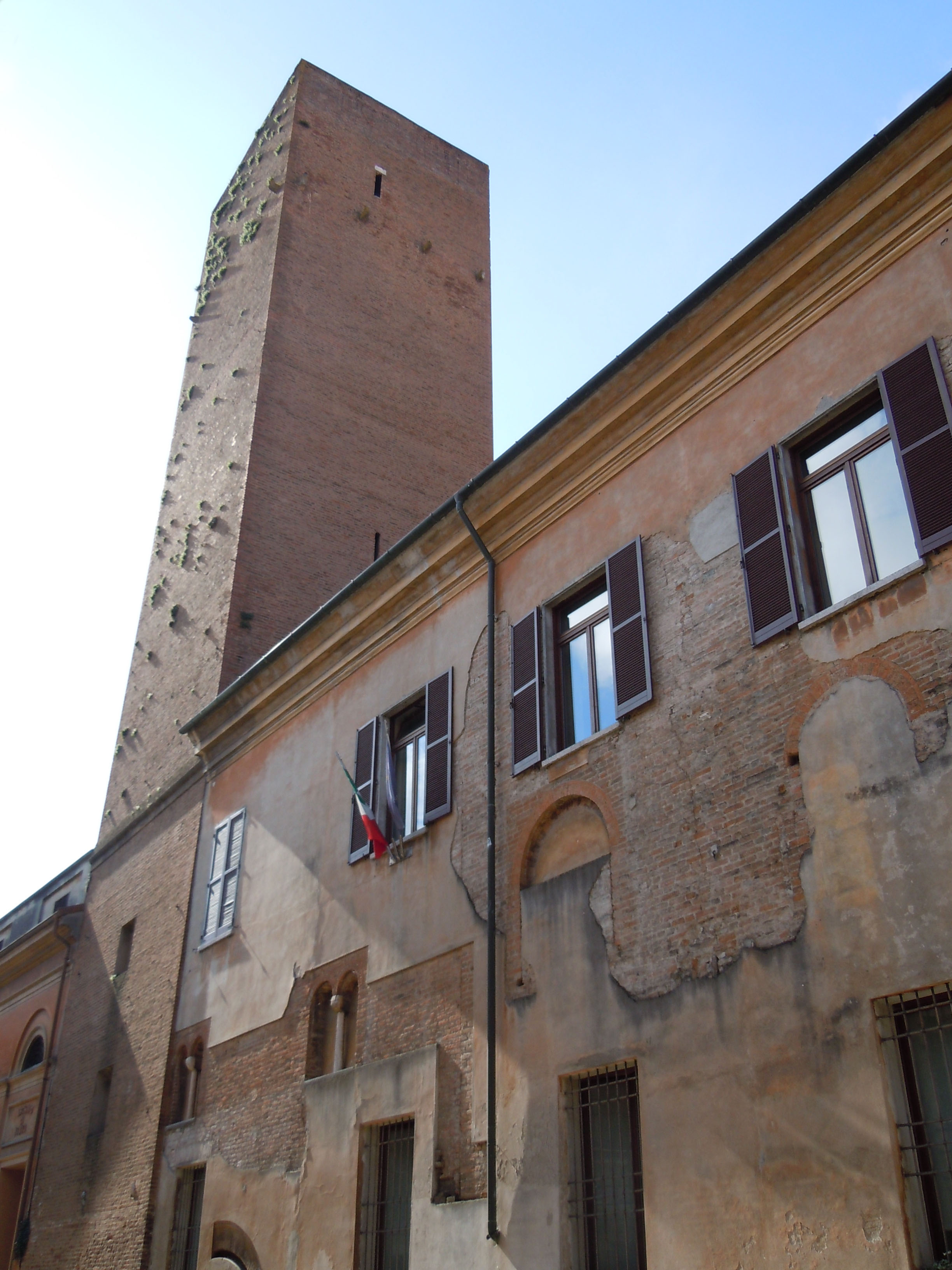
Mantova, Palazzo di Aloisio Gonzaga con torre dei Gambulini

Nel primo ventennio del Cinquecento Falconetto, che non aveva dimenticato le opere romane di Melozzo da Forlì, fu chiamato a Mantova per affrescare l'attuale Palazzo d'Arco, al tempo dimora del ramo cadetto dei Gonzaga di Feltrino. Dell'affresco rimane l'interessante sala dello Zodiaco, scampata al rifacimento del palazzo e oggi soffitto del locale Museo di Storia Naturale.
La storica dell'arte Gianna Pinotti nel 1996, partendo dalla parole di Vasari secondo il quale Falconetto realizzò a Mantova per Luigi Gonzaga cose assai, ha identificato il committente della sala dello Zodiaco in Luigi Gonzaga Rodomonte signore di Rivarolo e padre di Vespasiano duca di Sabbioneta, a cagione dell'emblema del fulmine bialato presente nel ciclo di affreschi astrologici (segni di Toro e Leone), emblema che fu di Gianfrancesco Gonzaga conte di Rodigo e signore di Sabbioneta, nonno di Luigi Rodomonte; negli affreschi di Falconetto inoltre altri elementi iconografici ricondurrebbero alla cultura letteraria e alle vicende chiave della vita del nobile Luigi Gonzaga, primo capitano di Carlo V durante il sacco di Roma del 1527, data che diverrebbe decisiva per la datazione dello stesso ciclo astrologico. 
Nei primi anni del Cinquecento non era difficile trovare affreschi che si riferissero ai corpi celesti e la loro influenza nella vita dei nobili signori; fra alcuni di questi affreschi i più celebri furono quelli del Salone dei Mesi di Palazzo Schifanoia di Ferrara per gli Estensi, di Palazzo Farnese di Caprarola voluti dal cardinale Alessandro Farnese, il Palazzo della Ragione sempre a Padova e innumerevoli altri.
A Mantova ebbe incarico da Aloisio Gonzaga, signore di Castiglione, Castel Goffredo e Solferino, di affrescare il suo palazzo con torre dei Gambulini, posto in via del Grifone (ora via Ardigò).

### Altre opere
- Porta San Giovanni, Padova, 1528.
- Porta Savonarola, Padova, 1530.
- Villa dei Vescovi, Torreglia (Padova), 1529-1543.
- Arco della Torre dell'Orologio, Padova, 1531-32.
- Facciata Chiesa di San Zaccaria, Codevigo.